# Fargesia apicirubens
Espèce
Fargesia apicirubens  est une espèce de plantes de la famille des Poacées, sous-famille des Bambusoideae, originaire de Chine. 
Ces bambous sont des plantes vivaces, cespiteuses (bambous non-traçants), aux rhizomes courts (pachymorphes), aux tiges (chaumes) ligneuses, de 2 à 4 m de long.
En Occident, les bambous de l'espèce Fargesia apicirubens sont souvent vendus dans  les jardineries sous le nom d'une autre espèce, Fargesia dracocephala.